# Björkom

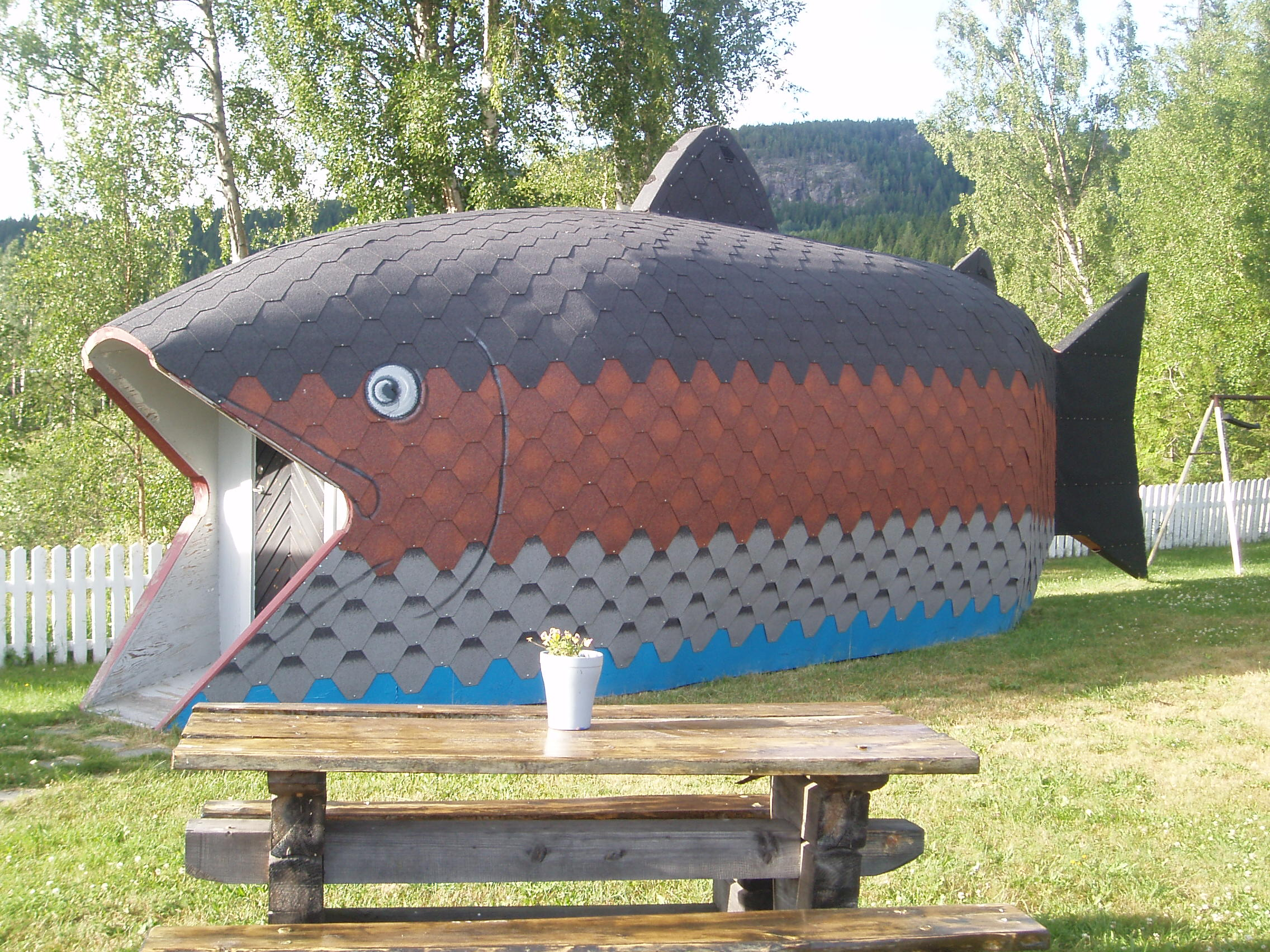
Turistinformationen finns vid Björkängen i denna "fisk" byggd 1997

Björkom är en by i Ljustorps socken, Timrå kommun, Medelpad. Byn ligger efter två huvudvägar, Ljustorpsvägen och Lövbergsvägen. I Björkom finns boende, en åkare, en bonde och Björkängens dansbana som idag är ett turistmål. Boende i Björkom är med i Lövbergsvägens byalag tillsammans med grannbyn Lövberg.